# Whip
Whip (övers. "Piska"), anglosaxisk beteckning för den partifunktionär som inom sitt parlamentariska parti (det vill säga, i sin partigrupp) övervakar partidisciplinens upprätthållande, i synnerhet närvaro vid voteringar och att ledamöterna röstar enligt partilinjen. Man pratar ibland om majority whip och minority whip beroende på om respektive partigrupp har majoritet eller inte i den aktuella kammaren. 

## Sverige
Ungefärlig motsvarighet i Sverige är riksdagens gruppledare. Beteckningen översätts oftast till ’inpiskare’ på svenska.[källa behövs] Chief whip översätts till ’chefsinpiskare’.

## Tyskland
I tyska parlamentariska församlingar motsvaras whip av Parlamentarischer Geschäftsführer och chief whip av Erster Parlamentarischer Geschäftsführer.

## USA
I USA har båda husen i kongressen, representanthuset och senaten en majoritetspiska och minoritetspiska. Medan medlemmar i kongressen ofta röstar längs partilinjer, är piskans inflytande svagare än i det brittiska systemet. Amerikanska politiker har i allmänhet betydligt mer frihet att skilja sig från partiets linje och rösta enligt sin egen eller deras valkrets samvete.